# Alajos Hauszmann
Dans le nom hongrois Hauszmann Alajos, le nom de famille précède le prénom, mais cet article utilise l’ordre habituel en français Alajos Hauszmann, où le prénom précède le nom.
Alajos Hauszmann, né le 9 juin 1847 à Buda et mort le 31 juillet 1926 à Velence, est un architecte austro-hongrois dont le style est marqué par l'historicisme.

## Vie
Alajos (ou Alois) Hauszmann est le deuxième de quatre enfants d'une famille d'origine bavaroise. Son père, Franz Hausmann (1811-1876), arrivé en 1844, à Pest comme homéopathe est le médecin de famille du comte Georges Károlyi. en 1871, il devient chef de clinique à l'hôpital Sainte-Élisabeth et professeur à l'université de Budapest. Les frères et sœurs d'Alajos sont Hermina (1845-1929), Ferenc (1850-1918) et Kornélia (1854-1937).
Après le lycée, Alajos travaille un peu comme maçon et a postulé en 1864 à l'âge de 16 ans pour suivre des études d'architecture à l'école polytechnique royale hongroise. En 1866, il entre à l'académie d'architecture de Berlin, où il rencontre notamment Ödön Lechner. De retour à Budapest, il obtient en 1868, une chaire à l'École polytechnique. De 1869 à 1870, il poursuit un voyage d'étude à travers l'Allemagne, la France et l'Italie, et tout particulièrement sur l'architecture de la Renaissance, qui aura sur lui une influence durable. En 1870, il travaille brièvement dans le studio de l'architecte de Budapest Antal Skalnitzky, avant de s'établir à son compte la même année.
À l'âge de 25 ans, il obtient en 1872, un poste de professeur à la faculté d'architecture de la désormais renommée université Joseph de technologie et d'économie. Au cours des années 1870, il reçoit d'importantes commandes privées, notamment la construction des blocs d'appartements sur le « Grand boulevard » (aujourd'hui, l'avenue Andrássy), et le grand boulevard périphérique (Nagykörút). Il réalise également quelques hôtels particuliers.
En 1874, il épouse Mariette Senior qu'il a rencontré à Berlin. Sa fille, Gisella, épousera en 1899, l'architecte de Budapest Dezső Hültl.
Dans les années 1880, il reçoit plusieurs grosses commandes de l'État hongrois et de la ville de Budapest. Les constructions pour l'Oberrealschule de la Markó utca (1884), l'Industrietechnikmuseum (1887) et la Haute cour de justice sur la Markó utca (1888), ont le même style, mais à plus grande échelle. Ses projets au cours des années 1890 seront en comparaison très surchargés et monumentaux. L'hôtel New York et son café à la splendide décoration- sont devenus des symboles de Budapest.
Après la mort de l'architecte de la cour Miklós Ybl (1814-1891), Alajos Hauszmann reprend pour trente ans la direction architecturale des travaux d'agrandissement du château royal de Buda, de style néo baroque. Sa dernière grande construction est le bâtiment principal de l'Université technique, entre 1905 et 1909. En 1912, il prend sa retraite et reçoit la grande croix de l'ordre de François-Joseph. En 1914, il effectue un long voyage en Égypte et en Terre sainte. Il crée une fondation pour aider les jeunes architectes. Il est anobli en 1918, avant de voir l'année suivante son domicile réquisitionné par la Hongrie soviétique.
En reconnaissance de son travail, il est nommé en 1924, membre d'honneur de l'Académie hongroise des sciences. Mort en 1926, à l'âge de 79 ans, Hauszmann est enterré au cimetière Kerepescher.

## Œuvre

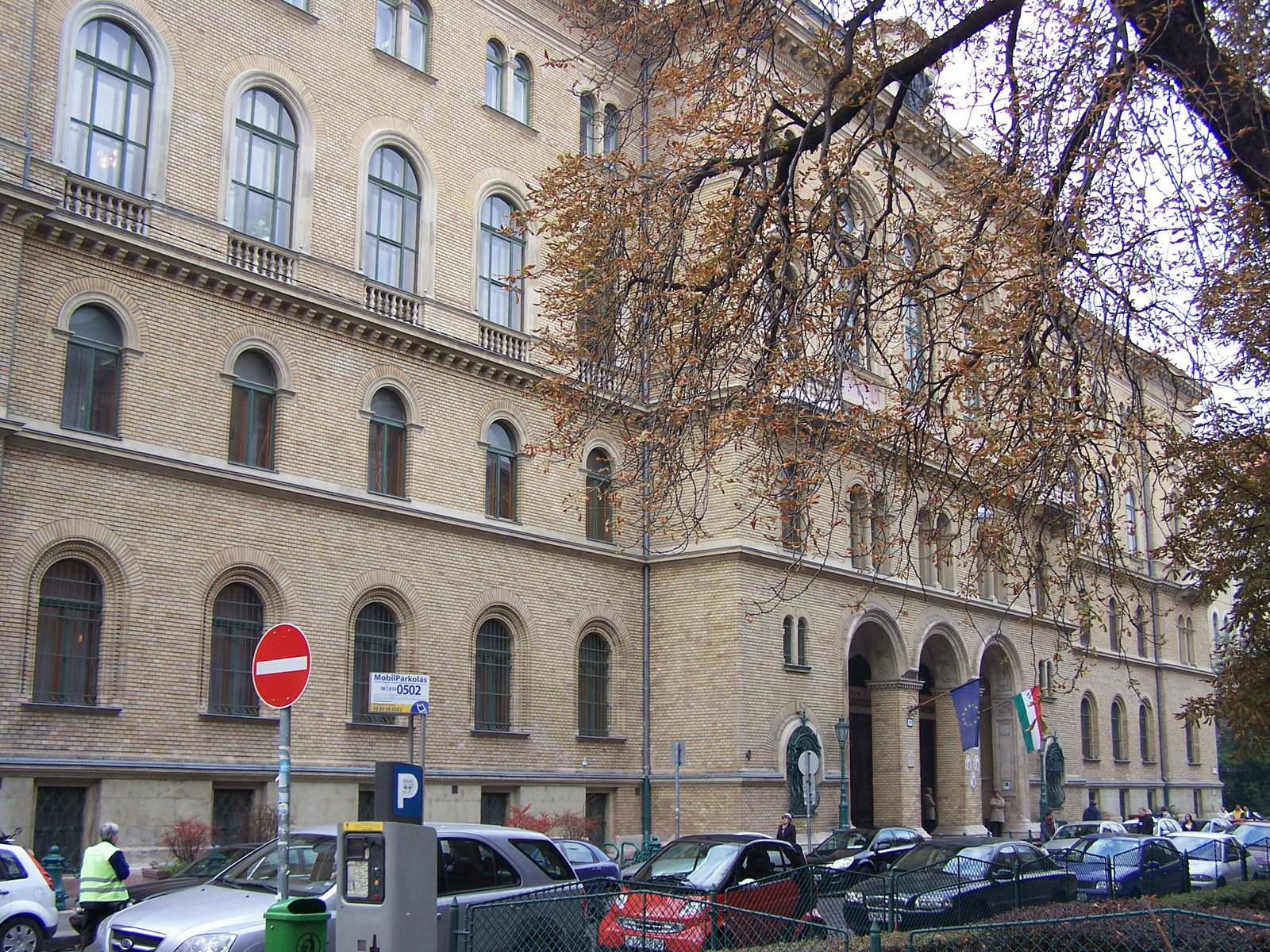
Tribunal (1890)

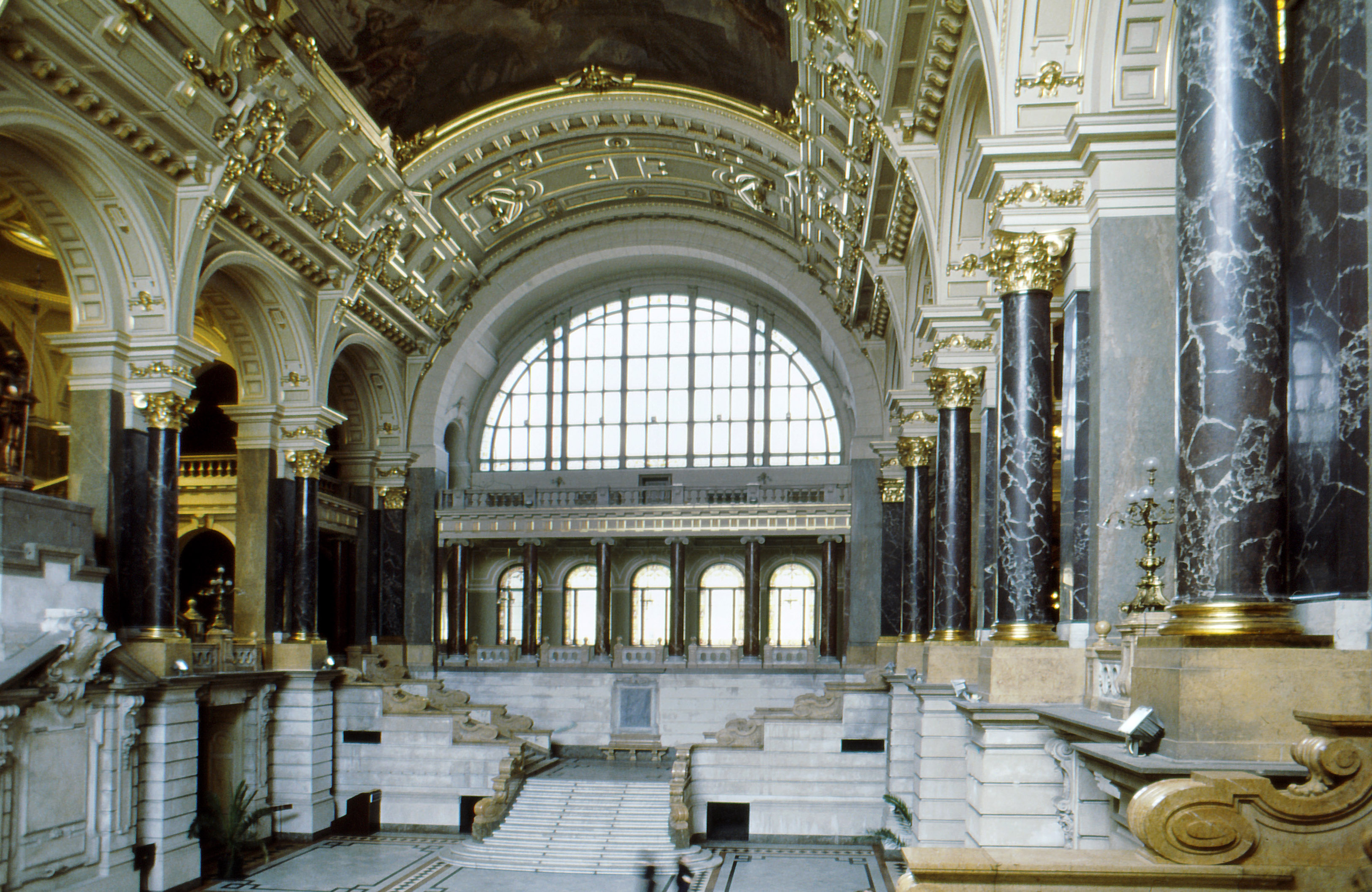
Hall de l'ancien palais de Justice (1896)

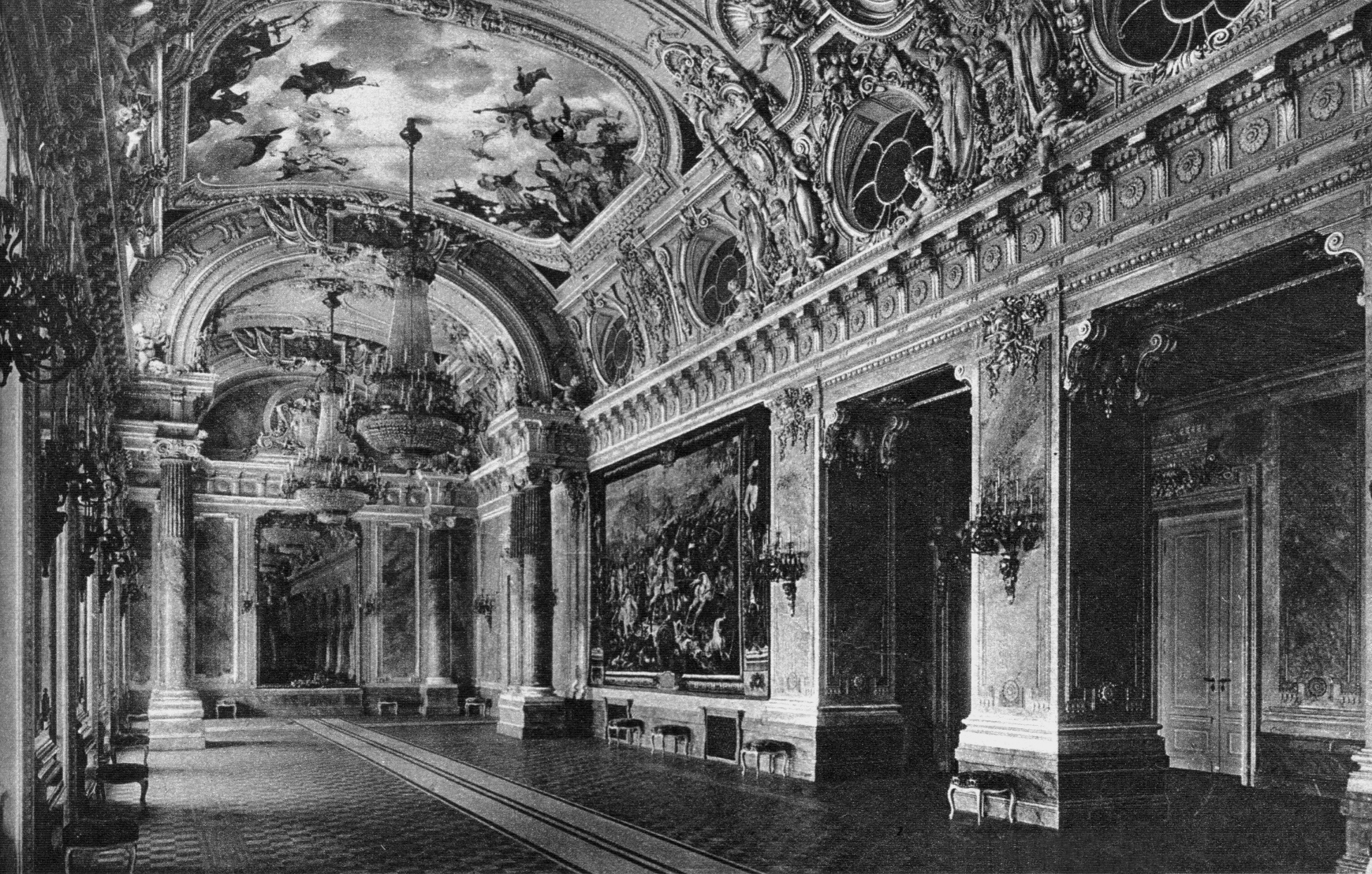
Partie de la salle à manger, dans l'aile nord du château de Buda (1896, détruit en 1945)

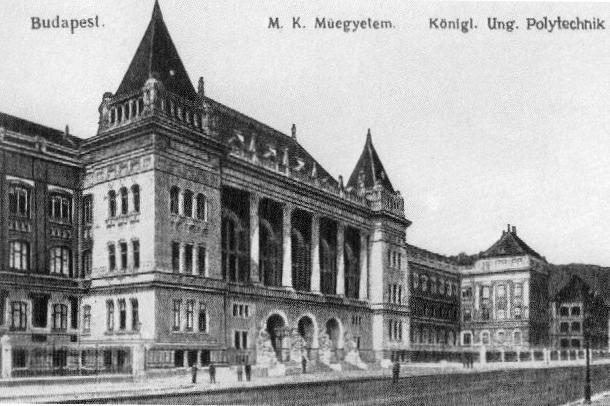
Bâtiment principal de l'Université technique (1909)

Alajos Hauszmann était l'un des plus actifs architectes de Budapest au tournant du siècle. Ses premières constructions se caractérisent par une influence italienne néo-Renaissance ; plus tard, il utilise de plus en plus des éléments de style néo-baroque et Sécession. En tant qu'architecte de nombreux bâtiments publics, ainsi que privés, son influence s'impose encore sur la physionomie de la ville de Budapest.
Hauszmann enseigne à l'Université technique pendant 40 ans. Il a notamment pour élèves Ignác Alpár, Kálmán Giergl, Dezső Hültl, Flóris Korb, Antal Palóczy, Samu Pecz et Emil Tőry.

### Constructions et projets
- 1873-1876 : Décoration d'intérieur du château Nádasdy, Nádasdladány,
- 1876-1878 : Château György Kégl, Csalapuszta, Székesfehérvár (Stuhlweißenburg),
- 1878-1879 : Palais Kégl, Budapest,
- 1878-1880 : Façade du Komitatssitz, Szombathely,
- 1878-1880 : Hôpital Saint-Étienne (Szent István Kórház), Budapest,
- 1881-1883 : Banque austro-hongroise, Szombathely
- 1882-1884 : Hôpital Sainte-Élisabeth (Szent Erzsébet Kórház), Budapest,
- 1883-1884 : Oberrealschule (Főreáliskola), Budapest,
- 1883-1884 : Haute école pédagogique, Budapest,
- 1884-1885 : Palais Batthyány, Budapest,
- 1884-1886 : École publique de filles, Sopron,
- 1884-1889 : Institut de pathologie de l'université Babeș-Bolyai, Cluj-Napoca,
- 1885-1886 : Yacht club Stefánia de Balatonfüred,
- 1886-1887 : Institut de médecine légale de l'université Semmelweis Budapest,
- 1887-1889 : Annexe de l'École polytechnique de Budapest,
- 1888-1890 : Tribunal (Fővárosi Bíróság) et établissement pénitentiaire, Budapest,
- 1889-1890 : Château Széll Kálmán, Rátót,
- 1890-1894 : Hôpital de Nitra,
- 1892-1893 : Hôpital de Cluj-Napoca,
- 1890-1894 : Hôtel et café New York, Budapest,
- 1891-1905 : Extension du château de Buda, Budapest, incluant le Manège royal,
- 1893-1896 : Palais de justice, Budapest (Kúria, ancien musée ethnographique),
- 1893-1897 : Statthalterpalast, Fiume (aujourd'hui Musée historique de la côte croate),
- 1902-1909 : Bâtiment principal de l'école royale hongroise Joseph-Université de technologie et d'économie de Budapest

### Publications (sélection)
- L'hôpital Elisabeth construit par l'Association de la Croix-Rouge dans les pays de la sainte Couronne de Hongrie, Khór, Budapest, 1884.
- Les nouveaux bâtiments de l'école royale polytechnique, Hornyánsky Viktor, Budapest, 1909.
- Les châteaux royaux hongrois, Budapest, 1912.

## Distinctions
- 1868 : Membre de l'Ordre des architectes hongrois (MÉK)
- 1895 : Membre associé, Institut royal des architectes britanniques (RIBA)
- 1924 : Membre d'honneur, Association hongroise des artistes (KÉVE)
- 1924 : Membre honoraire, Académie hongroise des sciences (MTA)

### Décorations
- 1878 : Citoyen d'honneur de la ville de Szombathely
- 1900 : Grand Prix de l'Exposition universelle de Paris
- 1905 : Grand-croix de l'ordre de François-Joseph

### Autres
Depuis le 26 février 2024, l'astéroïde (552727) Hauszmann porte son nom.